# 7381 Мамонтов
7381 Мамонтов (7381 Mamontov) — астероїд головного поясу, відкритий 8 вересня 1981 року.
Тіссеранів параметр щодо Юпітера — 3,526.